# Rohiń
Rohiń (biał. Рагінь; ros. Рогинь) – wieś na Białorusi, w rejonie budzkim obwodu homelskiego, około 19 km na północ od Bud Koszelewskich, stolicy rejonu, nad Czeczorą, dopływem Sożu.

## Historia
Pierwsza wzmianka o Rohiniu pochodzi z XVI wieku, była to wieś w óczesnym powiecie rzeczyckim. Według miejscowych przekazów majątek ten został nadany w 1604 roku przez króla Zygmunta III Wazę Janowi (Iwanowi) Woyniłłowiczowi herbu własnego. W I połowie XVIII wieku Rohiń przeszedł na własność Franciszka Kazimierza Dernałowicza, sędziego grodzkiego rzeczyckiego. Od tego momentu wieś ta należała do rodziny Dernałowiczów herbu Lubicz do końca I wojny światowej.
W wyniku I rozbioru Polski tereny te weszły w skład Imperium Rosyjskiego.
Pod koniec XVIII wieku rodzina właścicieli zaczęła używać podwójnego nazwiska: Doria-Dernałowicz. Ostatnim właścicielem majątku był Stefan Doria-Dernałowicz (1862–1951).
W 1845 roku w majątku były młyny, zakład foluszniczy i karczma. W 1863 roku wybudowano szkołę (w której w 1889 roku uczyło się 45 uczniów, w 1907 – 66 uczniów). W 1886 roku istniała tu cerkiew św. Mikołaja, zakład garbarski. W 1895 roku działała gorzelnia. Według spisu w 1897 roku we wsi istniały: drewniana cerkiew, szkoła, sklep spożywczy, karczma, a we dworze – gorzelnia i młyn wodny. W 1911 roku szkoła uzyskała własną bibliotekę.
W grudniu 1917 roku w czasie bitwy o tę wieś zginęło tu około 200 ułanów korpusu Józefa Dowbor-Muśnickiego.
Po ustaleniu przebiegu granicy polsko-radzieckiej w 1921 roku wieś znalazła się na terytorium ZSRR, od 1991 roku – na terenie Białorusi. Od 1924 roku Rohiń jest siedzibą sielsowietu. We wczesnych latach 20. powołano tu kołchoz „Czerwona flaga”, wkrótce potem sowchoz „Rohiń”. W 1930 roku rozpoczął działalność kołchoz „Władza sowiecka”, w ramach którego działała gorzelnia, zakład przeróbki torfu, młyn spalinowy, 2 kuźnie, zakład stolarski, zakład przetwórstwa mleka. W czasie II wojny światowej zginęło tu ponad 300 żołnierzy radzieckich, którym poświęcony jest pomnik w centrum wsi. Od 1959 roku działa ponownie sowchoz „Rohiń”

## Dwór
Ze starych założeń parkowych wynika, że w Rohiniu musiał istnieć duży dwór od co najmniej drugiej połowy XVIII wieku. Michał Cezary Doria-Dernałowicz (1826–1888) rozpoczął w 1850 roku budowę nowego dworu. Jego budowę dokończył jego syn Stefan dopiero w 1892 roku. Dwór spłonął jednak w 1895 roku. Była to dwupiętrowa, drewniana bryła, mieszcząca w sumie 37 pokoi. Po pożarze Stefan przeniósł się do jednej z oficyn, którą rozbudował o 2 skrzydła. W oficynie były 24 pokoje. Z pożaru uratowano część mebli i dzieł sztuki. W kredensach przechowywano komplet srebrnych sztućców na 42 osóby, którego wartość oceniano na 10 tysięcy ówczesnych rubli, inne serwisy, wenecki serwis porcelanowy, czy francuski z Baccarat, były na mniejszą liczbę osób (36, 12). W pokojach znajdowały się mahoniowe meble.
Park miał (wraz z dwoma stawami) powierzchnię około 10 hektarów. Był utworzony wokół osi będącej starą, lipową aleją. Na lekkim wzniesieniu (prawdopodobnie tam, gdzie stał poprzedni dwór) stała altanka. Stawy były przecięte drogą dojazdową do dworu, przechodzącą przez wysepkę i dwa mostki przerzucone nad kanałami łączącymi stawy.
W miejscu majątku pozostała jedynie ruina gorzelni.
Majątek w Rohiniu został opisany w 1. tomie Dziejów rezydencji na dawnych kresach Rzeczypospolitej Romana Aftanazego.